# Paula García
Paula García García (* 10. November 1998 in Madrid) ist eine spanische Leichtathletin, die sich auf den Sprint spezialisiert hat.

## Sportliche Laufbahn
Erste internationale Erfahrungen sammelte Paula García, die an der Wichita State University in den Vereinigten Staaten studierte, im Jahr 2019, als sie bei den U23-Europameisterschaften in Gävle mit der spanischen 4-mal-100-Meter-Staffel in 44,56 s den sechsten Platz belegte. 2023 startete sie mit der Staffel bei der 1. Liga der Team-Europameisterschaft im Rahmen der Europaspiele in Chorzów und gewann ligenübergreifend in 43,13 s gemeinsam mit Carmen Marco, Paula Sevilla und Jaël Bestué die Bronzemedaille hinter den Teams aus den Niederlanden und Polen.

## Persönliche Bestzeiten
- 100 Meter: 11,47 s (−1,0 m/s), 11. Juni 2023 in Madrid
  - 60 Meter (Halle): 7,40 s, 18. Dezember 2022 in Madrid
- 200 Meter: 23,377 s (+0,2 m/s), 26. Mai 2023 in Andújar